# Jean Fischer
Jean-Baptiste Fischer (Brunstatt, 30 de março de 1867) foi um ciclista profissional da França.
Foi o 5º colocado no Tour de France 1903.